# Soneto doble o doblado
El soneto doble o soneto doblado es una variante del soneto que consiste en añadir un verso heptasílabo tras cada verso impar de los cuartetos (1.º,3.º,5.º,7.º) y otro tras el segundo de cada terceto (10.º y 13.º), con lo que el poema resultante tiene, en lugar de los catorce versos canónicos, veinte: catorce endecasílabos y seis heptasílabos. En otras variantes del soneto doblado, se le añaden dos heptasílabos más, tras los versos 9.º y 12.º.
Cada verso heptasílabo debe rimar con el que tiene inmediatamente encima
- Datos: Q6132176